# 주피터 (렌즈)
주피터 (러시아어: Юпитер, "Jupiter") 렌즈는 구소련의 다양한 제조업체에서 만든 카메라 렌즈이며, GOI에서 설계하였다. 렌즈의 종류는 매우 다양했는데, 2차 세계대전 이전의 레인지파인더 카메라부터 현대의 SLR 카메라까지 망라한다. 주피터 렌즈들은 제2차 세계대전 이전의 자이스 디자인을 모방하였으며, 생산 과정중 코팅등 점진적인 개선이 이뤄졌다. 대부분은 자이스 조나 디자인을 기반으로 되었지만, 비오곤등의 디자인을 채택한 렌즈도 존재한다.

## 주피터 3

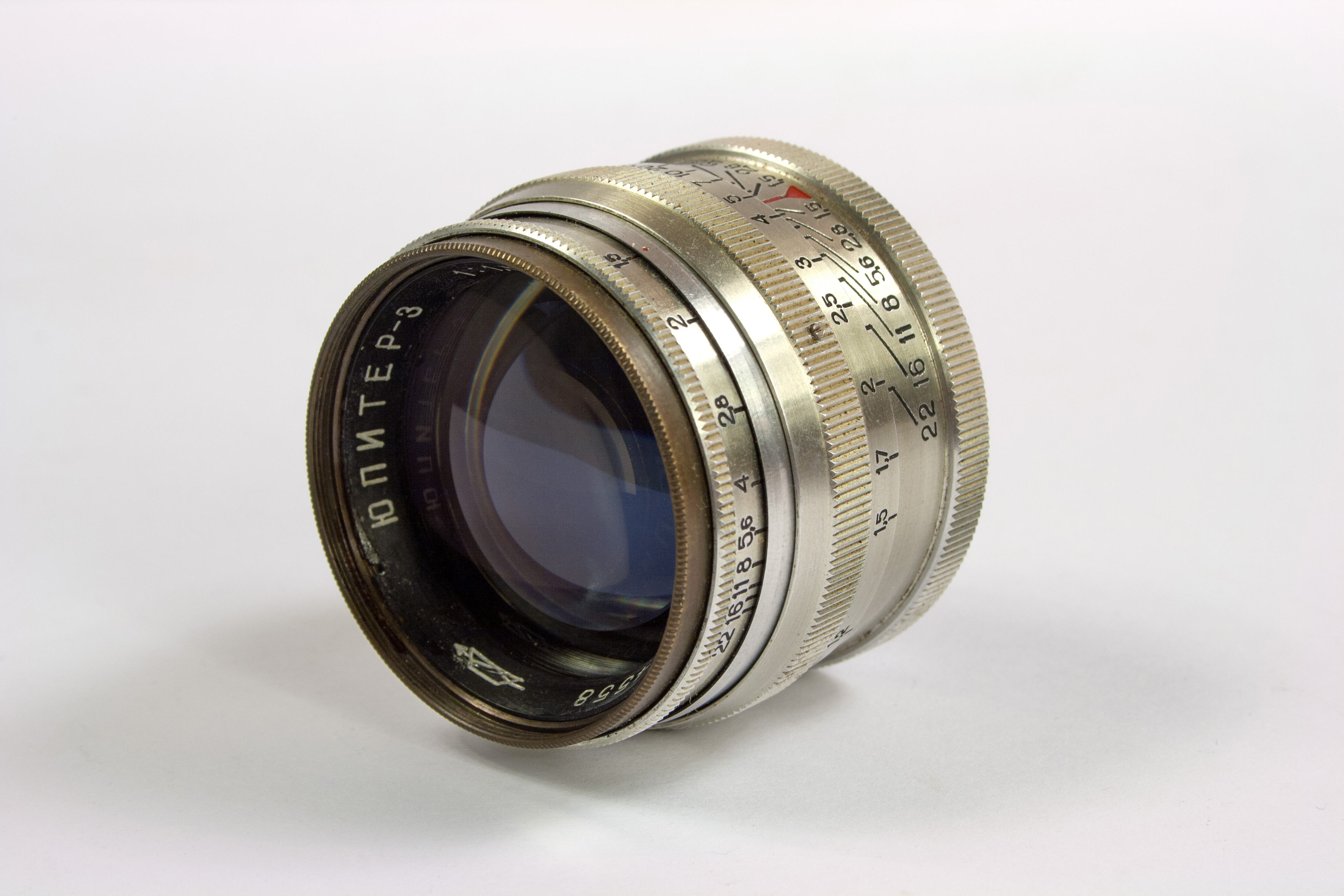
주피터 3 50mm 렌즈

주피터 3 렌즈는 자이스 조나 f/1.5 디자인에서 파생되었으며, 3개 그룹, 7개 요소로 구성되어 있다. 이 렌즈는 최대 조리개가 f/1.5인 가장 빠른 주피터 렌즈이다.
주피터 3은 조르키, FED등 라이카 마운트를 사용하는 레인지파인더 카메라와 키예프/키이우 카메라 같은 콘탁스 레인지파인더 카메라 마운트를 가지고 있다. 콘탁스 레인지파인더 카메라 마운트의 경우 바로 사용할수 있지만, 라이카 마운트의 경우 제대로 작동하도록 조정이 필요하다.
최근 몇 년 동안 이 렌즈의 새로운 버전이 로모그래피와 Zenit 공장과의 협력으로 제조되었다. 이 렌즈는 Jupiter 3+라는 이름으로, 라이카 레인지파인더 카메라와 함께 사용하도록 설계되었지만, 컨버터를 사용하여 다른 카메라에서도 사용할수 있다.

## 주피터 6
주피터 6 렌즈는 자이스 조나 디자인에서 파생되었다. 이 렌즈의 초점거리는 180mm 이고, 최대 조리개는 f/2.8이다.
이 제품은 SLR 카메라에만 적합하며, 예전 제니트 SLR에서 사용되던 M39 마운트와 더불어 M42 마운트를 가진 주피터 6-2가 존재한다.
이 렌즈는 3개 그룹과 5개의 요소로 구성되어 있다.

## 주피터 8

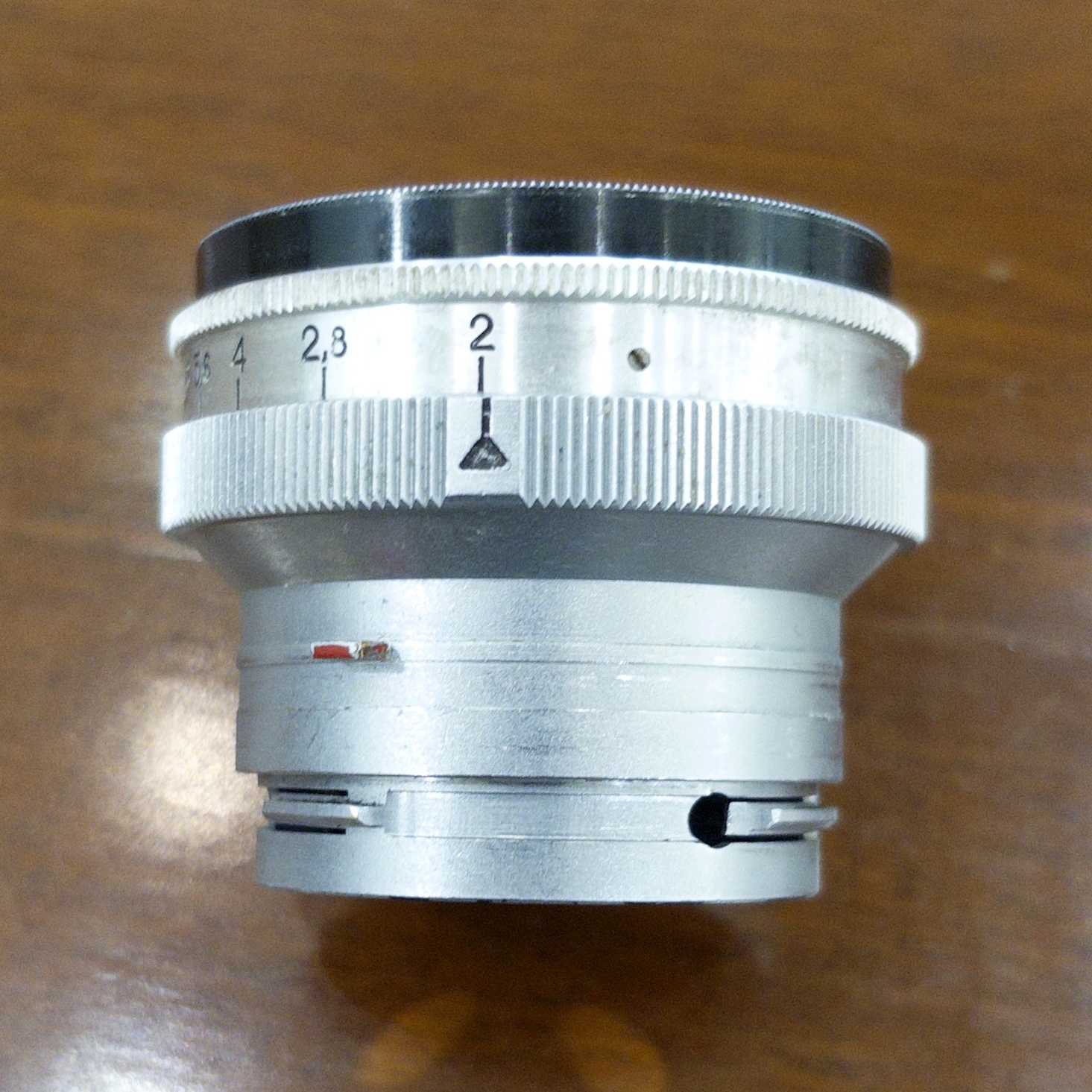
주피터 8, Red P 50mm의 옆면

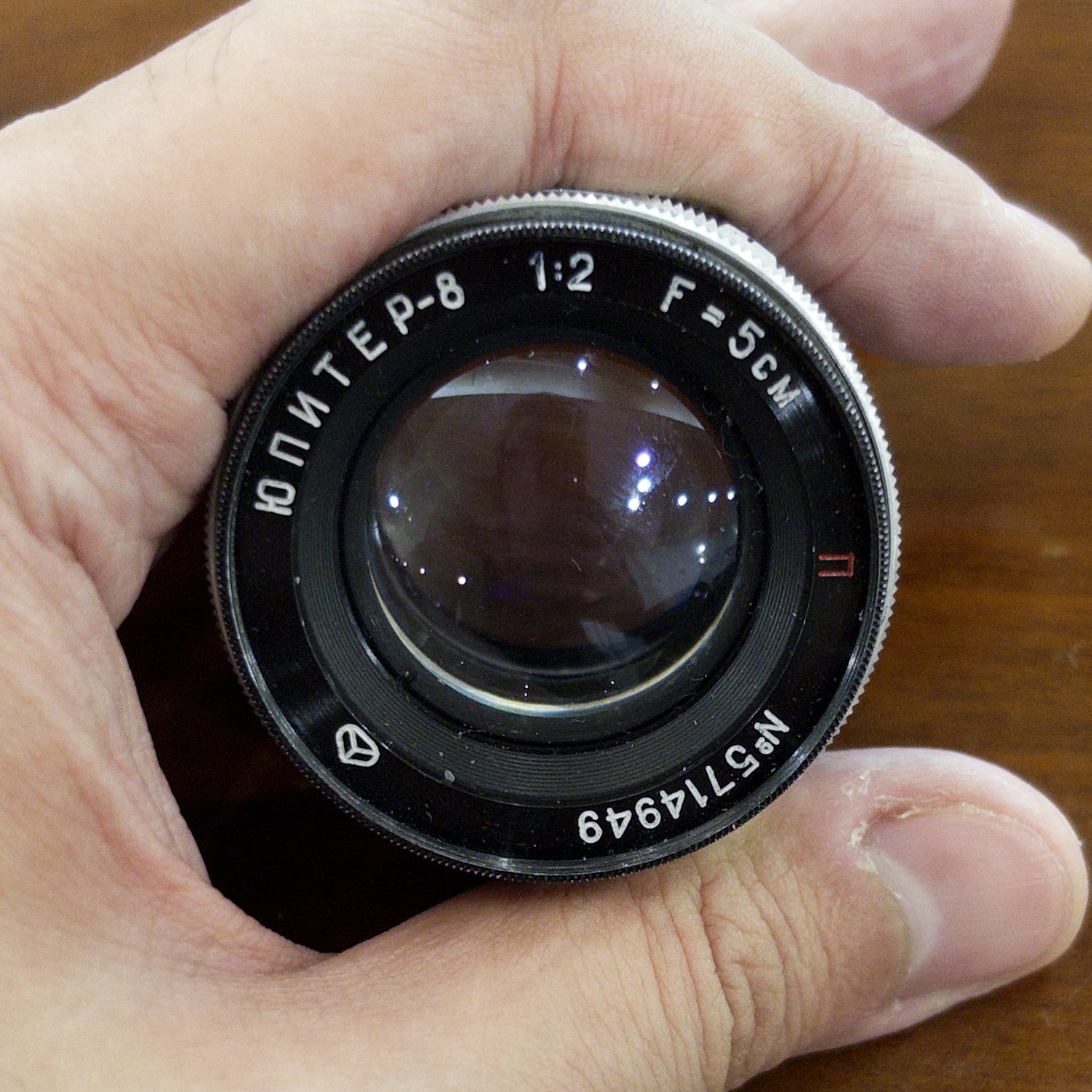
키예프/키이우 마운트의 주피터 8 레드 P(키릴 문자, П) 윗면

주피터 8 렌즈는 자이스 조나의 f/2 렌즈에서 설계되었으며, 3개 그룹에 6개의 요소를 가지고 있다 초점거리는 50mm이고 최대 조리개는 f/2이다.
주피터 8은 조르키, FED등 라이카 마운트를 사용하는 레인지파인더 카메라와 키예프/키이우 카메라 같은 콘탁스 레인지파인더 카메라 마운트를 가지고 있다. 콘탁스 레인지파인더 카메라 마운트의 경우 바로 사용할수 있지만, 라이카 마운트의 경우 제대로 작동하도록 조정이 필요하다. 키이우 카메라의 경우 주피터 8 렌즈가 표준이었다.
이 렌즈의 개량형인 주피터 8M도 있는데, 두 버전의 차이는 주피터 8은 무단조리개이고, 주피터 8M은 유단조리개란 특징을 가지고 있다. 조나가 아닌 비오타를 기반으로 한 헬리오스 103이 주피터 8M 이란 이름을 가진 버전이 존재한다.

## 주피터 9

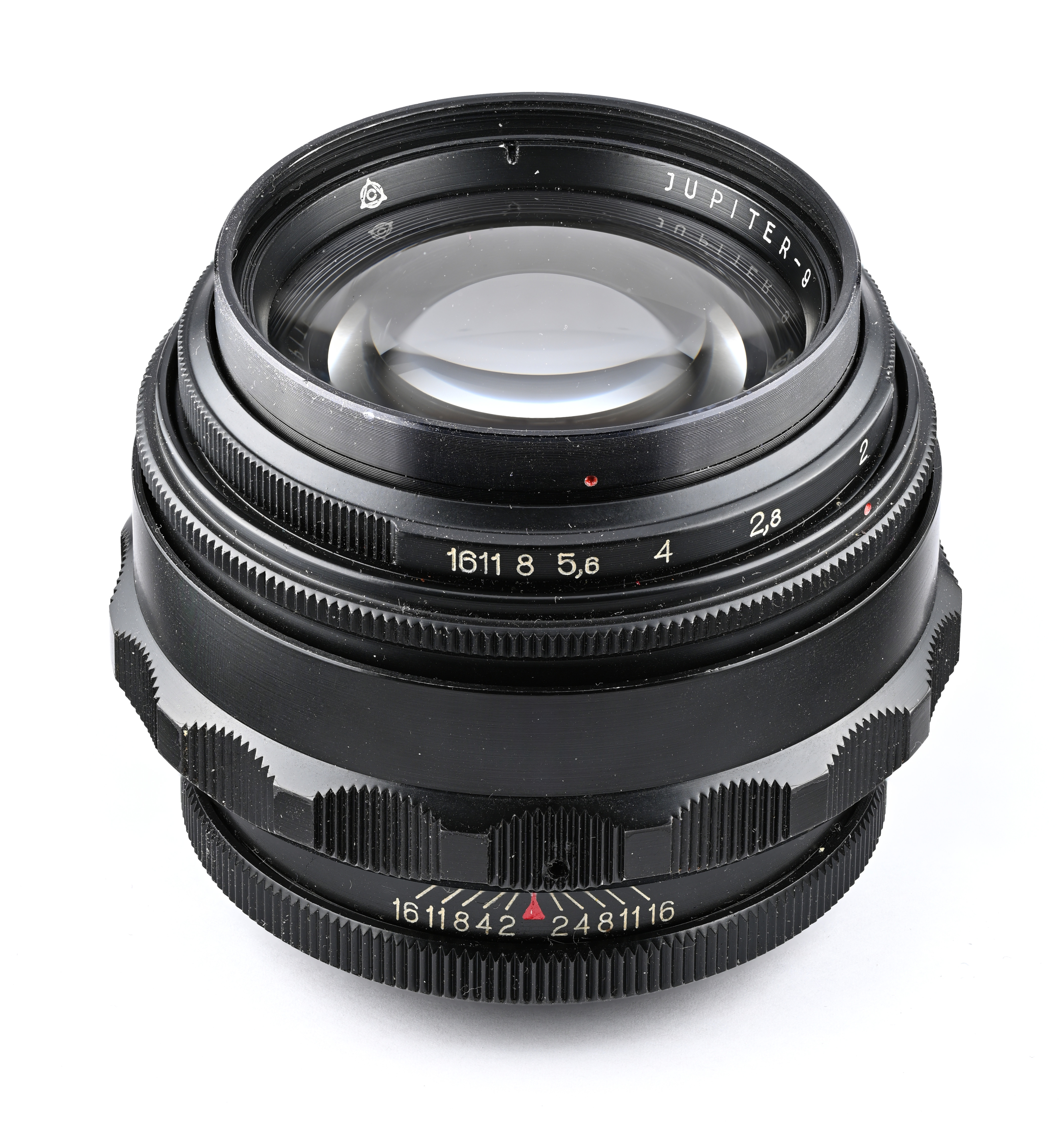
주피터9 85mm SLR용 M42 마운트가 있는 렌즈. 사전 설정 조리개, 렌즈 코팅 없음, 1980년 제작.

주피터 9 렌즈는 자이스 조나에서 파생되었으며, 3개 그룹에 7개 요소가 들어가 있다. 초점거리는 85mm로, 일반적으로 인물 사진 촬영에 사용되는 짧은 망원 렌즈이며, 최대 조리개는 f/2.0이다.
주피터 9 렌즈는 다양한 카메라 마운트로 출시되었다. 조르키, FED등 라이카 마운트를 사용하는 레인지파인더 카메라와 키예프/키이우 카메라 같은 콘탁스 레인지파인더 카메라 마운트만이 아니라, M42 마운트, 펜탁스 K 마운트, 라이카 M 마운트 및 키예프/키이우 SLR 마운트(Kiev 10 및 15 카메라용)으로 제조 되었다.

## 주피터 11

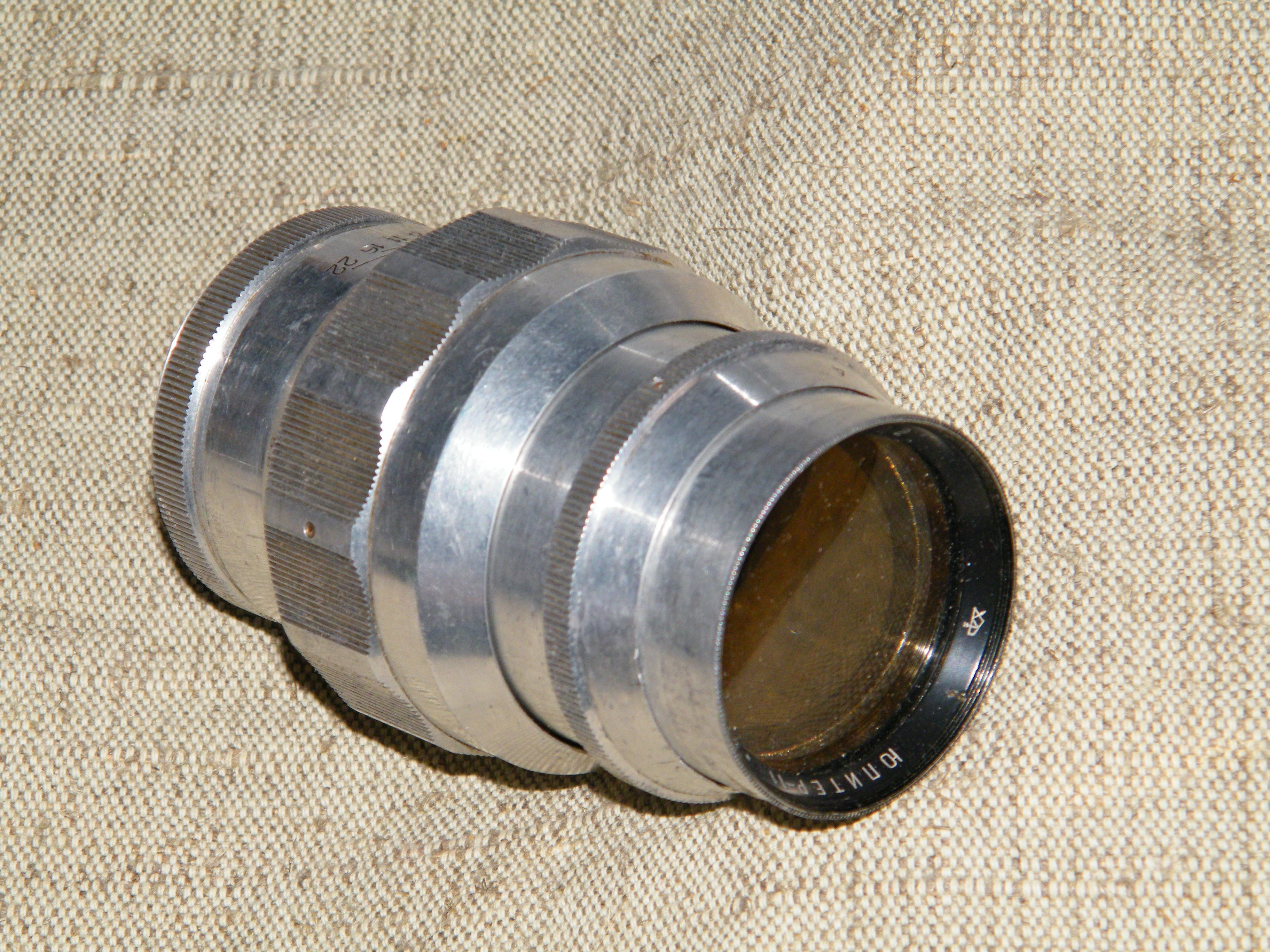
주피터 11 135mm 렌즈

주피터 11 렌즈도 자이스 조나에서 파생되었으며, 3개 그룹에 4개 요소를 가지고 있다. 초점거리는 135mm, 조리개는 f/4.0이다.
주피터 11 렌즈는 다양한 카메라 마운트로 출시되었다. 조르키, FED등 라이카 마운트를 사용하는 레인지파인더 카메라와 키예프/키이우 카메라 같은 콘탁스 레인지파인더 카메라 마운트만이 아니라, M42 마운트, 펜탁스 K 마운트, 라이카 M 마운트 및 키예프/키이우 SLR 마운트(Kiev 10 및 15 카메라용)으로 제조 되었다.
Jupiter-11A라고 불리는 렌즈의 변형도 있었는데, -A 접미사가 붙은 모든 소련 렌즈는 렌즈 마운트를 교체할 수 있었기 때문에 구매자는 렌즈에 맞는 마운트를 선택할 수 있었다.

## 주피터 12

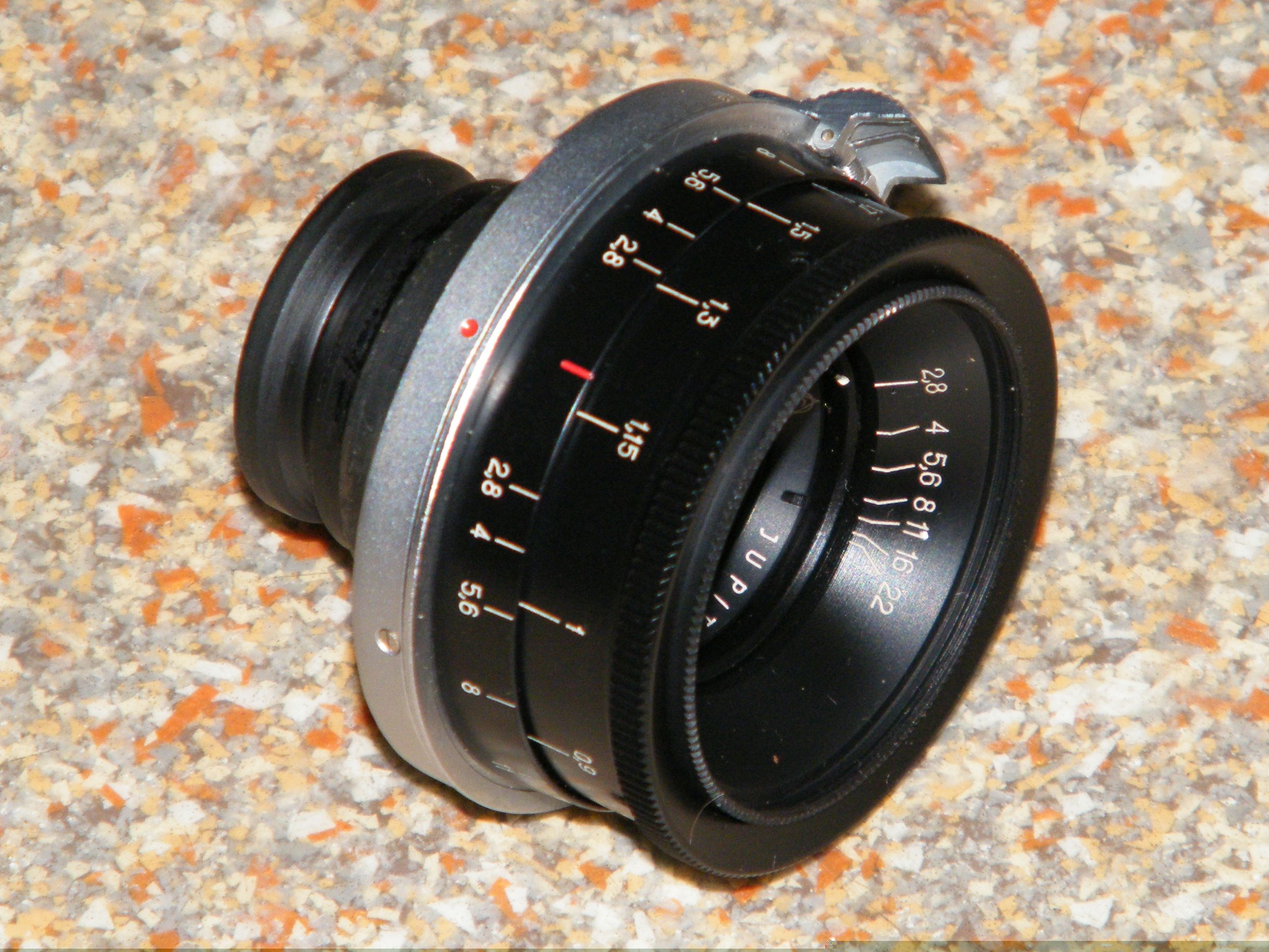
주피터-12 35mm 콘탁스/키이우 마운트. 전후 콘탁스 IIa는 구조적으로 장착할 수 없다.

주피터 12 렌즈는 자이스 비오곤 디자인에서 파생되었다. 4개 그룹에 6개의 요소를 가지고 있다. 초점거리는 35mm이고 최대 조리개는 f/2.8이다.
주피터 12은 조르키, FED등 라이카 마운트를 사용하는 레인지파인더 카메라와 키예프/키이우 카메라 같은 콘탁스 레인지파인더 카메라 마운트를 가지고 있다. 콘탁스 레인지파인더 카메라 마운트의 경우 바로 사용할수 있지만, 라이카 마운트의 경우 제대로 작동하도록 조정이 필요하다.
주피터 12의 경우, 전쟁 전 비오곤 설계로 인해 전쟁 후 만들어진 서독 Contax IIa 같은 카메라에서는 장착 할 수 없다.